# أولاد سيدي عزوز الغربية (أولاد عزوز)
أولاد سيدي عزوز الغربية هو دُوَّار يقع بجماعة سيدي موسى المجدوب، عمالة المحمدية، جهة الدار البيضاء سطات في المملكة المغربية. ينتمي الدوّار لمشيخة أولاد عزوز التي تضم 3 دواوير. يقدر عدد سكانه بـ 1965 نسمة حسب الإحصاء الرسمي للسكان والسكنى لسنة 2004.

## روابط خارجية
- البوابة الوطنية للجماعات الترابية
- المندوبية السامية للتخطيط